# Wiktor Michał Micherdziński
Wiktor Michał Micherdziński (ur. 12 marca 1908 w Żywcu, zm. 24 sierpnia 1980 w Krakowie) – polski zoolog, docent Uniwersytetu Jagiellońskiego, kierownik Muzeum Zoologiczno-Antropologicznego UJ.

## Życiorys
W 1920 ukończył szkołę ludową w Białej Krakowskiej, a następnie uczył się w polskim gimnazjum w Bielsku, które ukończył w 1929. W 1931 podjął studia przyrodnicze na UJ, które następnie przerwał; kontynuował je na tajnych kompletach, a ostatecznie ukończył w 1951, uzyskując dyplom magistra.
W 1950 został zatrudniony na UJ jako młodszy asystent w Zakładzie Psychologii i Etologii Zwierząt. W 1953 został starszym asystentem, następnie kustoszem muzealnym, a od 1958 pracował jako adiunkt Zakładu Zoologii Systematycznej. W 1959 został doktorem. Od 1966 do 1978 kierował Muzeum Zoologiczno-Antropologicznym UJ. W grudniu 1968 uzyskał stopień doktora habilitowanego, a od 1973 był docentem. Otrzymał nagrodę Oddziału PAN w Krakowie.
Był członkiem Towarzystwa Przyrodników im. Mikołaja Kopernika oraz Towarzystwa Zoologicznego we Wrocławiu. Zasiadał w Komisji Biologicznej PAN.
Początkowo zajmował się badaniem i taksonomią skorupiaków. Od końca lat 50. zajmował się głównie badaniem roztoczy, do najważniejszych jego publikacji w tym zakresie należy Die Familie Parasitidae Oudemans 1901: Acarina Mesostigmata, praca poświęcona żukowcom. Inne jego publikacje to m.in. Informator Zoologiczny i Historia akarologii.
Zmarł w Krakowie, pochowany na cmentarzu Podgórski (kwatera XVII-wsch-5).

## Ordery i odznaczenia
- Złoty Krzyż Zasługi[1]
- Srebrny Krzyż Zasługi[1]
- Medal 10-lecia Polski Ludowej (15 stycznia 1955)[5]